# Campus de Cádiz

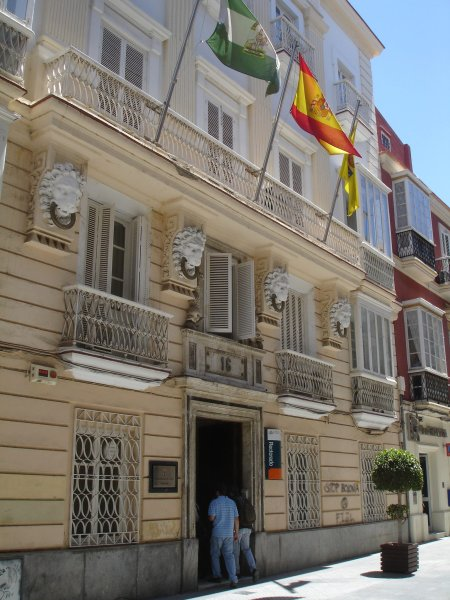
Rectorado de la UCA en la calle Ancha, Cádiz, situado en la Casa de los Cinco Gremios desde noviembre de 1985, tras su restauración.

El Campus de Cádiz es uno de los cuatro campus en los que se distribuye la Universidad de Cádiz. Está situado en Cádiz, España, y allí se encuentran situado el rectorado y algunos edificios de servicios y centros de enseñanza.

## Escuela Universitaria de Enfermería y Fisioterapia
Situada en la avenida principal, enfrente del Hospital Puerta del Mar.
- Diplomatura de Enfermería
- Diplomatura de Fisioterapia

## Facultad de Ciencias Económicas y Empresariales
Se encuentra situada en el histórico edificio del antiguo Hospital Mora frente a la playa de La Caleta y junto a ella hay dos ficus macrophylla de más de cien años. En ella se imparten las titulaciones:
- Licenciatura de Administración y Dirección de Empresas
- Licenciatura de Finanzas y Contabilidad
- Diplomatura de Ciencias Empresariales

## Facultad de Ciencias del Trabajo

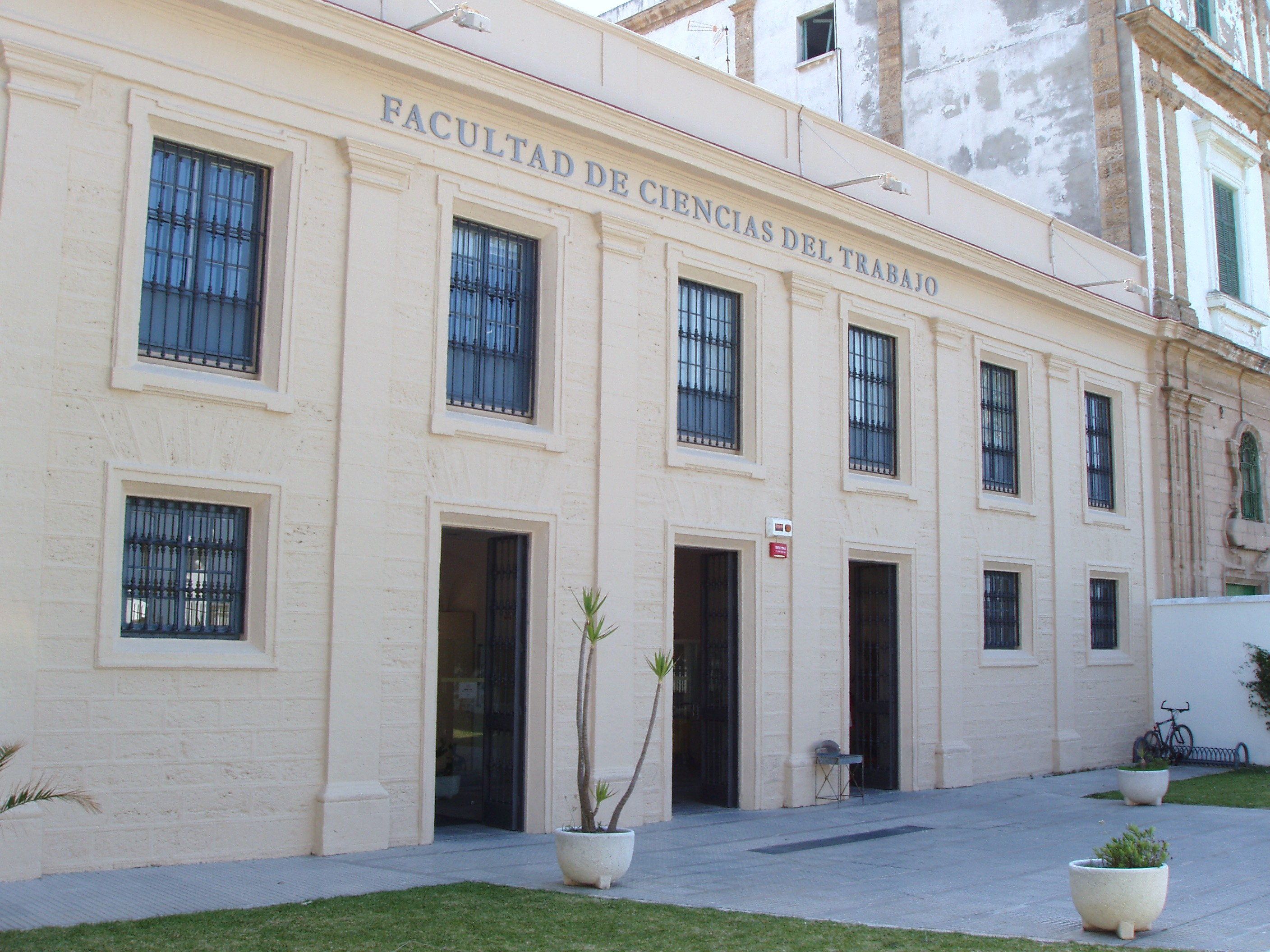
Facultad de Ciencias del Trabajo.

Esta facultad se encuentra situada a la entrada del Barrio de la Viña. Sus titulaciones son:
- Grado de Ciencias del Trabajo
- Grado de Relaciones Laborales

También existe un Programa de Doctorado en Ciencias del Trabajo. En un futuro podría ofertarse la Diplomatura en Trabajo Social.

## Facultad de Filosofía y Letras
Esta facultad se encuentra frente al parque Genovés y es dedicada a las filologías, lingüística, humanidades e historia.
- Grado de Filología Árabe
- Grado de Filología Clásica
- Grado de Filología Francesa
- Grado de Filología Hispánica
- Grado de Filología Inglesa
- Grado de Historia
- Grado de Humanidades
- Grado de Lingüística

Aparte de los títulos anteriores existen unidades de investigación, como la "Unidad de Estudios Históricos del Vino".

## Facultad de Medicina

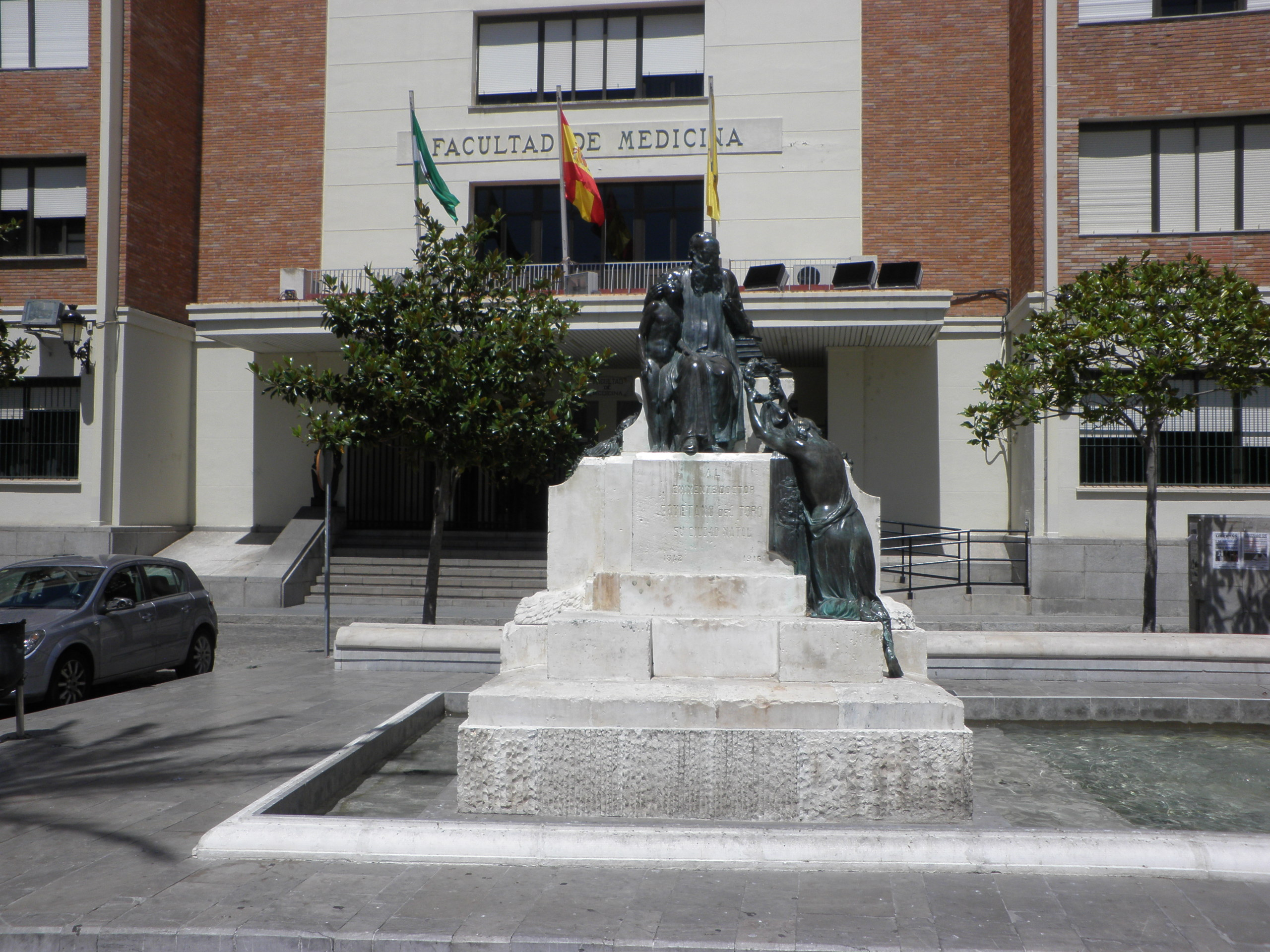
Fachada de la Facultad de Medicina con la estatua a Cayetano del Toro.

Se encuentra en la Plaza de Fragela, junto al Gran Teatro Falla. Se trata de la facultad más antigua de la Universidad de Cádiz, heredera directa del Real Colegio de Cirugía de Cádiz fundado en 1748. La titulación que se imparte es:
- Grado en Medicina

Las enseñanzas clínicas se desarrollan en los hospitales universitarios de Puerto Real y Puerta del Mar, y recientemente el de Jerez de la Frontera. Antiguamente se desempeñaban en el Hospital de Mora, y el edificio Policlínico, junto a él.

## Escuela de Medicina de la Educación Física y el Deporte
- Especialista en Medicina de la Educación Física y el Deporte.

## Otros centros
En el centro urbano se encuentra la Escuela Universitaria adscrita de Enfermería "Salus Infirmorum".

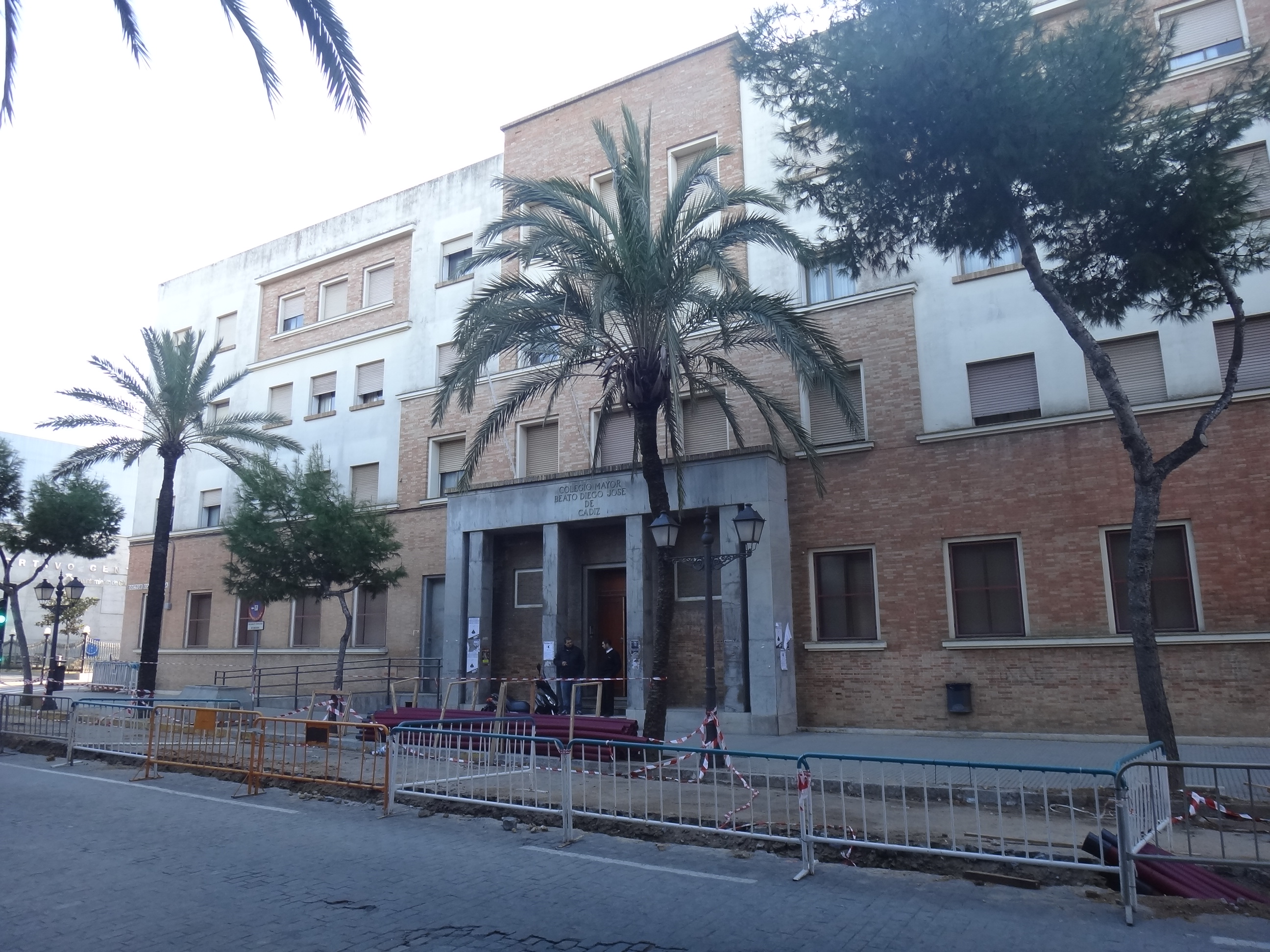
Colegio Mayor

El Campus dispondrá en breve del Colegio Mayor Beato Diego José de Cádiz, que tras una profunda rehabilitación, en cuyo proceso se han descubierto murallas y cloacas del siglo XIX, se re-inauguró en 2018
En el Edificio 1812 (antiguo cuartel La Bomba del siglo XVIII)tiene su sede el primer Centro de Lengua y Cultura Rusas Instituto Pushkin en España

## Vida social
La Universidad tiene implicación en la vida cultural de la ciudad, con diversas actividades como conciertos, exposiciones o la entrega cada Martes Santo del  bastón de mando de la Universidad a la Hermandad de Jesús Caído